# Szeptem (seria)
Seria Szeptem
(ang. The Hush, Hush) – seria książek amerykańskiej pisarki Becci Fitzpatrick. 
Pierwsza część sagi Szeptem ukazała się w 2009 roku, po premierze znalazła się na liście bestsellerów The New York Times. 
Druga część sagi to Crescendo, w Polsce ukazała się 12 stycznia 2011 roku.
Trzecia część sagi Cisza, ukazało się w Polsce 11 października 2011 roku.
Czwarta i ostatnia część Finale, pojawiło się 11 lutego 2012 roku.

## Streszczenie
Szeptem (ang. Hush Hush)
Nora Grey spotyka na lekcji biologii tajemniczego Patcha. Mimo że chłopak stara się ją zamordować, dziewczyna zaczyna coś do niego czuć. Wszyscy z jej otoczenia nie ufają Patchowi i woleliby, żeby zaczęła spotykać się z Eliotem. Jednak chłopak okazuje się pomocnikiem nefila Chauncey'a Langeais'a. Patch wielokrotnie ratuje Norze życie, ponieważ zdaje sobie sprawę, że ją kocha. Nora mimo wątpliwości poddaje się swoim uczuciom do Patcha, a dzięki zbiegom okoliczności dowiaduje się, że jest on upadłym aniołem, który mimo wszystko próbuje ją chronić. Chauncey próbuje wykorzystać Norę, by zemścić się na Patchu, ponieważ dziewczyna umiera zrywając więzy krwi łączące ją z nefilem. Patch ratując Norę staje się jej aniołem stróżem.
Crescendo (ang. Crescendo)
Nora odkrywa, że jej związek z Patchem znalazł się w trudnej sytuacji, kiedy przestaje on odbierać telefony i nie zareagował, kiedy wyznała mu miłość. Kolejną raną na sercu Nory, była informacja o nocnych spotkaniach Patcha z, jej największym wrogiem, Marcie. Nora chcąc wzbudzić w Patchu zazdrość, zaczyna spotykać się ze Scottem, jej przyjacielem z dzieciństwa. Nora zrzeka się Patcha jako anioła stróża. Bohaterka odkrywa, kto jest jej biologicznym ojcem. Scott zamieszany jest w intrygę Rixona, próbując ratować Norę zostaje wielokrotnie postrzelony. Wtedy pojawia się Patch i posyła Rixona do piekła. Prawdziwy ojciec Nory, atakuje ją i Patcha, oskarżając ją o śmierć Chaunceya Langelsa.
Cisza (ang. Silence)
Nora budzi się na miejscowym cmentarzu, nie pamięta ostatnich pięciu miesięcy jej życia i ma wrażenie, że brakuje kawałka jej duszy. Wszędzie widzi przebłyski czerni, jednak nie może zrozumieć co one oznaczają, wie jednak, że są istotne. Kolejnym problemem Nory jest to, że jej matka zaczeła spotykać się z ojcem jej największego wroga. Nora stara się przypomnieć sobie ostatnie kilka miesięcy, lecz nie potrafi. Pojawia się tajemniczy mężczyzna, który z początku traktował ją chłodno i z dystansem. Tym mężczyzną jest oczywiście Patch, który mimo oporów zbliża się do Nory. Przed bohaterką pojawiają się natomiast inne kłopoty, takie jak: przysięga krwi, możliwość śmierci i nowa moc.
Finale (ang. Finale)
Nora i Patch starają się opracować plan pokoju w sporze między dwoma wrogo nastawionymi do siebie rasami, nefilów i upadłych aniołów. Nora przytłoczona nowym światem, ale też uzależniona mocą, waha się, po której stronie stanąć i czy wojna nie byłaby dobrym pomysłem. Scott i jego porucznik Dante, namawiają Norę do walki po ich stronie, widzą ją jako ich przywódczynię, dzięki której są w stanie wygrać wojnę. Ostatecznie próby załatwienia sprawy pokojowo legły w gruzach i nefile oraz anioły wyruszyły na wojnę przeciwko sobie.

## Popularne cytaty
Cytaty z tekstu
:
- Pamiętaj, że człowiek się zmienia, jednak jego przeszłość nigdy. (Szeptem)
- W ogniu nie ma nic złego... o ile się człowiek do niego za bardzo nie przybliży. (Szeptem)
- Im wyższe wzniesienie, tym dotkliwszy upadek. (Szeptem)
- Prawda jest straszna, ale niewiedza jeszcze gorsza. (Cisza)
- - jesteś psychopatą  - wolę określenie "człowiek z wyobraźnią. (Crescendo)
- Widziałam wszystko wyraźnie: jego gładkie słowa, czarne błyszczące oczy, doświadczenie z kłamstwem, uwodzeniem, kobietami. Zakochałam się w diable. (Crescendo)
- Wiedza ma swoją mroczną stronę. (Crescendo)
- Ale cicho sza... Są tajemnice, o których mówi się tylko szeptem. (Szeptem)
- Nie zasługujesz na mnie - zgodził się.- Zasługujesz na kogoś lepszego, ale utknęłaś tu ze mną i musisz sobie z tym jakoś poradzić. (Finale)
- Jesteś moja, Aniele. I nie pozwolę, by cokolwiek to zmieniło. (Cisza)
- Mógłbym ci powiedzieć to, co chcesz usłyszeć, ale czy mógłbym się wtedy nazywać twoim przyjacielem? (Finale)